# Слънчев вятър
Слънчевият вятър е поток от заредени частици (т.е. плазма), който се изхвърля от горните слоеве на атмосферата на звезда. Когато източникът му е звезда, различна от Слънцето, той също бива наричан звезден вятър.
Слънчевият вятър се състои предимно от високоенергетични електрони и протони (над 1 keV), които са способни да преодолеят звездното гравитационно поле отчасти поради високата температура на звездната корона и по този начин да наберат висока енергия чрез процес, който е сравнително неизяснен. Много явления са директно свързани със слънчевия вятър, включително: геомагнитните бури, които могат да предизвикат повреди в електропреносната мрежа, работата на спътниците, както и влияят на човешкото здраве, особено при болни хора; полярните сияния; определя посоката на кометните опашки (направлението им е винаги противоположно на това на слънчевия вятър); както и формирането на далечни звезди (посредством влияние на междузвездния газ и прах).
Ранни модели на слънчевия вятър, направени през 1960-те и разчитащи само на ускорение, предизвикано от термални сили, показват, че те са недостатъчни и е необходим допълнителен механизъм, за да се обясни наблюдаваната скорост на слънчевия вятър. Към дадения момент няма точно научно обяснение какъв е той, но най-вероятно е свързан с магнитните полета, съществуващи в слънчевата атмосфера.

## История
Норвежкият изследовател Кристиан Биркеланд е вероятно първият човек, който през 1916 изразява предположението, че слънчевият вятър се състои както от отрицателно заредени електрони, така и от положително заредени йони. „От физична гледна точка най-вероятно е слънчевите лъчи да не са нито положителни, нито отрицателни, а от двата вида“. 
Три години по-късно, през 1919, Фредрик Линдерман също предполага, че частици и от двете полярности, протони както и електрони, идват от Слънцето.
Около 1930 г. учени установяват, че температурата на слънчевата корона трябва да е около милион градуса, за да се обясни формата ѝ, наблюдавана по време на пълни слънчеви затъмнения. Хитро замислени спектроскопични изследвания потвърждават тази невероятна температура. През средата на 1950-те, британският математик Сидни Чапман изчислява свойствата на газ при такава температура и определя, че той е толкова добър топлопроводник, че би трябвало да се простира отвъд земната орбита. Също така през 1950-те германският учен Людвиг Бирман е заинтересован от факта, че независимо дали една комета се приближава или отдалечава от Слънцето, нейната опашка е винаги насочена в посока, обратна на Слънцето. Бирман постулира, че това става заради наличието на постоянен поток частици, излъчвани от Слънцето, който изтласква кометната опашка навън.
Юджийн Паркър осъзнава, че топлината, течаща от Слънцето в Чапмановия модел и изтласкването на кометните опашки в Бирмановата хипотеза, трябва да са проявят при един и същ феномен. Паркър показва, че независимо от факта, че слънчевата корона силно се привлича от слънчевата гравитация, тя е много добър топлопроводник и продължава да е много гореща на големи разстояния. Тъй като гравитацията намалява с отдалечаването от Слънцето, външната коронарна атмосфера излита със свръхзвукова скорост в междузвездното пространство. Също така Паркър е първият човек който забелязва, че отслабващият ефект на гравитацията въздейства по същия начин на хидродинамичния поток, както и дюзата на Де Лавал: той инициира прехода от субзвуков към свръхзвуков поток.
Паркъровата хипотеза среща силна опозиция. Статията, която той изпраща на Астрофизикъл Джърнъл през 1958 г., е отхвърлена от двама рецензенти. Оцелява само благодарение на главния редактор Субраманиан Чандрасекар (който по-късно през 1983 получава Нобелова награда за физика).
През януари 1959 се появяват първите директни наблюдения и измервания на силата на слънчевия вятър направени от съветската междупланетна станция Луна 1. Въпреки това ускорението на бързия вятър (слънчевия вятър има два компонента, бърз и бавен) все още не е изяснено и не може да бъде напълно обяснено от теорията на Паркър. Малко след това, недвусмислено измерване на слънчевия вятър е извършено от Нойгебауер и сътрудници.
В края на 1990-те с Ултравиолетовия коронален спектрометър (UCVS), разположен на борда на космическия апарат SOHO, се наблюдава район на ускоряване на бърз слънчев вятър, произтичащ от пространството около слънчевите полюси, и учените откриват, че вятърът се ускорява много по-бързо, отколкото ако това се дължи само на термодинамично разширение. Моделът на Паркър предсказва, че преходът на слънчевия вятър към свръхзвуков поток става на височина около 4 слънчеви радиуса от фотосферата. Обаче се оказва, че преходът става много по-ниско, вероятно някъде около 1 слънчев радиус, което говори за наличието на допълнителен механизъм, който ускорява отлитането на слънчевия вятър от Слънцето.

## Свойства
В района на хелиопаузата съставът на слънчевия вятър е идентичен на този на слънчевата корона: по маса 73% йонизиран водород и 25% двойно йонизиран хелий, оставащите 2% са следи от най-различни примеси. Тези компоненти са във вид на плазма, състояща се от 95% еднократно йонизиран водород, 4% двукратно йонизиран хелий, както и по-малко от 0,5% от други йони (често наричани миноритарни йони). Точният състав на слънчевия вятър е рутинно измерван от междупланетните космически сонди Ulysses и ACE, които носят на борда си спектрометър за измерване на йонния състав на слънчевия вятър (Solar Wind Ion Composition Spectrometer).
В близост до Земята, скоростта на слънчевия вятър варира между 200 и 889 км/с. Средната стойност е 450 км/с. Приблизително 1×109 кг/с е количеството материал, който Слънцето изхвърля в междупланетното пространство чрез слънчевия вятър. Това се равнява на приблизително 1/5 от материала, който се губи при термоядрения синтез на Слънцето всяка секунда. Пълната загуба на маса е еквивалентна на загубата на един каменен мегалит с напречен размер от 125 м и земна плътност всяка секунда. С тази скорост на загуба на маса Слънцето би просъществувало 10 милиона милиона (1×1013) години. Сегашното ни разбиране за звездообразуване предполага, че слънчевият вятър е бил 1000 пъти по-масивен в далечното минало, което сериозно е повлияло на историята на планетните атмосфери и по-специално на марсианската атмосфера.
Тъй като слънчевият вятър е плазма, той има характеристиките на плазма, а не на прост газ. Например той е високо електропроводим по такъв начин, че силовите магнитни линии на Слънцето се носят от вятъра. Динамичното налягане доминира над магнитното в по-голямата част от Слънчевата система (или хелиосфера), така че магнитното поле се усуква в структура, подобна на архимедова спирала (спирала на Паркър), поради комбинацията от движение навън и околоосно въртене на Слънцето. В зависимост от полукълбото и фазата на слънчевия цикъл магнитното поле се движи по спиралата навътре или навън. Магнитното поле следва формата на спиралата и в южната, и в северната част на хелиосферата, но с противоположна полярност. Тези две полярности са разделени от два токови листа (електрически поток, който е ограничен в накривена равнина). Този хелиосферичен токов лист има форма подобна на вълнообразна пола на балерина и променя формата си по време на слънчевия цикъл, тъй като слънчевото магнитно поле променя полярността си приблизително на всеки 11 години.
Плазмата в междупланетното пространство също обуславя силата на слънчевото магнитно поле в околоземна орбита да е 100 пъти по-силно от първоначално очакваното. Ако космосът беше пълен вакуум, слънчевият магнитен дипол със сила от около 10-4 тесли би намаляла на куба на разстоянието и би била около 10-11 тесли. Но спътникови наблюдения сочат, че силата му е около 100 пъти по-голяма, около 10-9 тесли. Магнетохидродинамичната теория предсказва, че движението на проводящ флуид (например междупланетното вещество) в магнитно поле, индуцира токови потоци, които от своя страна генерират магнитни полета, и в този аспект имат поведение на Магнетохидродинамично динамо.

### Бавен и бърз слънчев вятър
Извън еклиптиката слънчевият вятър е постоянен и бързодвижещ се със скорости между 600 и 800 км/с. Този тип слънчев вятър е известен като бърз тип и е известно, че произтича от слънчевите коронални дупки. В равнината на еклиптиката, в близост до хелиосферичния токов лист, вятърът е по-бавен, по-плътен и с по-големи вариации в скоростта в типични скорости между 200 и 600 км/с, и дневни флуктуации от един или два порядъка. Този втори тип вятър се нарича бавен, и произходът му е по-малко известен.

### Ефекти върху планетите
Меркурий изпитва пълната сила на слънчевия вятър. Дори в миналото планетата да е имала някаква атмосфера, малкото ѝ гравитационно поле, в комбинация със силния слънчев вятър, са довели до нейното бързо отлитане в междупланетното пространство, оставяйки планетата изцяло потопена в радиационна баня.
Марс е по-голям от Меркурий и четири пъти по-далеч от Слънцето, но въпреки това слънчевият вятър го е лишил от около 1/3 от атмосферата му, оставяйки я 100 пъти по-рядка от земната.
Венера е най-близката до Земята планета с атмосфера 100 пъти по-гъста от нашата. Съвременни междупланетни сонди са установили, че слънчевият вятър въздейства на атмосферата ѝ по такъв начин, че от нея се отделя кометоподобна опашка, която достига земната орбита (Grünwaldt 1997). Облаците на Венера също са подложени на ерозия от слънчевия вятър.
Земята е защитена от слънчевия вятър посредством собственото си магнитно поле, което отразява заредените частици. Обикновено проявления на слънчевия вятър се забелязват на Земята, само когато той е достатъчно силен и предизвиква деформация на силовите линии на земното магнитно поле, което води до явления като магнитни бури и полярни сияния.

### Вариации и космическо време
Слънчевият вятър до голяма степен определя формата на земната магнитосфера, и флуктуациите в неговата скорост, плътност и увлечено магнитно поле силно влияят на космическата среда около Земята. Например нивата на радио-йонизираща радиация и радио интерференция могат да варират в стотици или дори хиляди порядъци, както и формата и позицията на геопаузата (мястото, на което се образува ударната вълна от слънчевия вятър и земното магнитно поле) да се мести с няколко земни радиуса, като по този начин директно се излагат геосинхронните спътници на влиянието на слънчевия вятър. Всички тези феномени са известни с колективното наименование космическо време (на английски: space weather).
И двата вида слънчев вятър, бърз и бавен, могат да се нарушават от големи, бързодвижещи се изригвания от плазма наречени интерпланетарни коронарни масови изригвания (ИКМИ) или interplanetary coronal mass ejections (ICME). ИКМИ са проявата на слънчевите коронарни масови изригвания, които са предизвикват от освобождаването на огромни количества насъбрана магнитна енергия от Слънцето. ИКМИ често биват наричани от медиите „космически бури“ или „слънчеви бури“. Понякога те са свързани с протуберансите, които са друга проява на освобождаване на слънчева магнитна енергия. ИКМИ предизвикват ударни вълни в рядката плазма в хелиосферата, които водят до изстрелването на електромагнитни вълни и ускоряването на заредени частици (най-вече протони и електрони), формиращи дъждове от йонизираща радиация, предшестващи ИКМИ.
Когато ИКМИ оказват влияние на земната магнитосфера, те временно деформират формата на земното магнитно поле, променяйки посоката на иглата на компаса и индуцирайки мощни токови потоци в самата Земя. Това е глобален феномен и се нарича магнитна буря. Въздействията на ИКМИ намаляват магнитното свързване на земната магнитоопашка (нощната страна на магнитосферата), което води до изстрелването на протони и електрони надолу към земната атмосфера, където те формират полярни сияния.
ИКМИ не са единствената причина за космическото време. Известно е, че различни участъци на Слънцето пораждат леко различаващи се скорости и плътности на вятъра, в зависимост от локалните условия. Сам по себе си всеки от тези различни вятърни потоци би породил спирала под малко по-различен ъгъл, с бързо движещите се потоци, пътувайки по право и бавнодвижещите се потоци, увивайки се все повече около Слънцето. Бързодвижещите се потоци като цяло надделяват над по-бавните, които произлизат от по-западните спрямо тях области на Слънцето, формирайки турбулентни коротиращи региони на взаимодействие. Тези региони пораждат вълнообразни движения и ускорени частици, които въздействат на земната магнитосфера по същия начин както и ИКМИ, но по-леко.

## Забележки
1. ↑  Kristian Birkeland, „Are the Solar Corpuscular Rays that penetrate the Earth's Atmosphere Negative or Positive Rays?“ in Videnskapsselskapets Skrifter, I Mat -- Naturv. Klasse No.1, Christiania, 1916
2. ↑  Philosophical Magazine, Series 6, Vol. 38, No. 228, декември 1919, 674 (on the Solar Wind)
3. ↑  Roach, John. Astrophysicist Recognized for Discovery of Solar Wind //   National Geographic News, 27 август 2003. Посетен на 13 юни 2006.